# 1196
1196 (MCXCVI) fue un año bisiesto comenzado en lunes del calendario juliano.

## Acontecimientos
- 6 de diciembre: Tello Pérez de Meneses funda el Hospital de Villamartín y lo dona a la Orden de Santiago. La Inundación de San Nicolás cubre de agua el norte de los Países Bajos y la zona del Zuiderzee, incluyendo la isla Griend.

- 3 pedernal para el calendario azteca. Llegada de los aztecas a la ciudad de Tula, durante el mítico viaje que hicieron desde la isla de Aztlán, descrita en el códice Boturini, hasta la mítica isla en el centro de México, donde hallaron un águila real devorando una serpiente sobre un nopal, que luego se convertiría en la gran ciudad de Tenochtitlán y ahora es la Ciudad de México.

## Nacimientos
- 3 de enero: Tsuchimikado, emperador japonés (f. 1231)

## Fallecimientos
- 25 de abril: Alfonso II de Aragón, rey de Aragón y conde de Barcelona.